# Turbo (vlak)

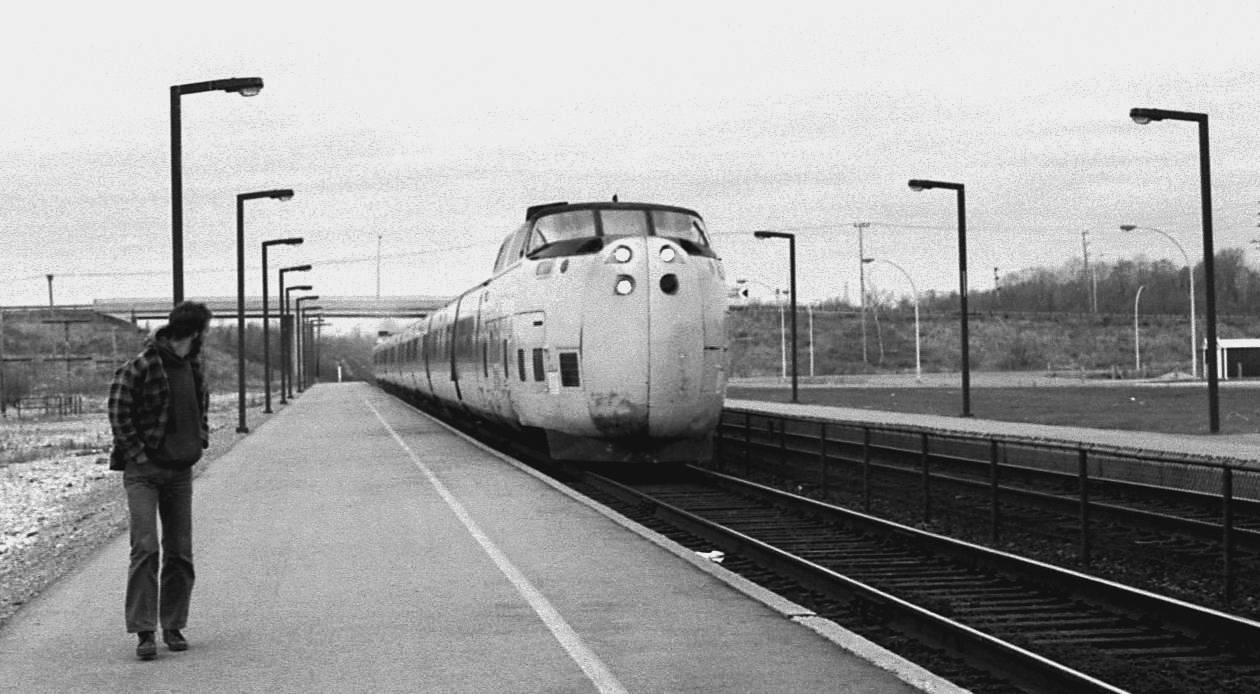
UAC TurboTrain (Toronto - Montréal)

UAC TurboTrain byl prvním vysokorychlostním vlakem vyrobeným firmou United Aircraft Corporation. Byly stavěny v montrealské lokomotivce, turbíny ST6 dodávala kanadská divize UAC, nyní Pratt & Whitney Canada) v Longueuil, Quebec. Do provozu byly tyto jednotky nasazovány v letech 1968–1982 v Kanadě a v letech 1968–1976 ve Spojených státech (ačkoli je Amtrak nevyřadil až do roku 1980). Jejich design má původ ve studii železniční společnosti Chesapeake and Ohio z 50. let. Tato společnost sice nepočítala s využitím turbínového pohonu, ale ostatní prvky konstrukce – vedení dvojkolí, pasivní naklápění a výrazný nos s přechodovými dveřmi jsou v ní obsaženy.
Canadian National Railways objednaly v květnu 1966 pět sedmivozových jednotek pro trať Montreal-Toronto. V marketingové literatuře CN nazývaly tyto jednotky Turbo, ačkoli ve vlastní dokumentaci a v komunikaci s UAC používaly CN označení TurboTrain. Pro jednotky CN bylo plánováno nasazování ve dvojicích s celkovou kapacitou 644 míst k sezení, ale ve skutečnosti jezdily jednoduše. V roce 1971 bylo změněno uspořádání jednotek – byly vytvořeny jednotky devítivozové, zbylé díly byly spojeny do čtyřvozových jednotek, které byly prodány Amtraku. Jedna z těchto jednotek narazila při zkouškách v roce 1973 bočně do nákladního vlaku a shořela. Tři devítivozové jednotky zahájily provoz u CN koncem roku 1973. Od roku 1978 je pak provozovala společnost VIA Rail až do vyřazení 31. října 1982. Jednotky jezdily na trase Toronto – Montréal – Québec. Byly velmi spolehlivé, jejich disponibilita přesahovala 97 % po celou dobu provozu u CN a VIA. 
Americká jednotka Turbo byla třívozová. Do provozu byla nasazena také v roce 1968. V roce 1972 byla doplněna dvěma vozy. Provozovala ji společnost Amtrak na tratích mezi Bostonem a New Yorkem.
Jednotky UAC byly jedny z prvních na světě s naklápěním vozové skříně. Naklápění bylo umožněno kyvadlovým zavěšením vozové skříně. Mezi jednotlivými vozovými skříněmi byly umístěny jednonápravové podvozky, krajní podvozky byly dvounápravové. Systém jednonápravových podvozků a pasivního naklápění používají i vlaky Talgo, avšak na rozdíl od nich měly jednotky Turbo klasická dvojkolí.
Oba krajní vozy jednotky byly hnací, každý poháněný dvěma spalovacími turbínami Pratt and Whitney ST6, což byla verze pro pozemní použití turbíny PT6 použité v mnoha letounech a vrtulnících. Přenos výkonu byl hydrodynamický s reduktorem, toto soustrojí, které přenášelo výkon 400 HP – 500 HP vážilo pouhých 135 kg. Jelikož turbíny byly malé a kompaktní, byly umístěné pod kopulemi pro cestující. Aby mohla jednotka používat tunely vedoucí na Grand Central Station a později na Penn Station v New Yorku, byla vybavena i stejnosměrnými motory napájenými třetí kolejnicí.
Jednotky dosahovaly v provozu rychlosti 160 km/h. Třívozová jednotka dosáhla 20. prosince 1967 rekordní rychlosti 275 km/h na zkušebním úseku hlavní trati Penn Central mezi Trentonem a New Brunswickem v New Jersey.